# De Florum Cultura Libri IV
De Florum Cultura es un libro con ilustraciones y descripciones botánicas escrito por el jesuita y botánicoitaliano Giovanni Battista Ferrari, editado en Roma en 1633 en su versión original en latín y en 1638 en la traducción a lengua italiana por Ludovico Aureli.

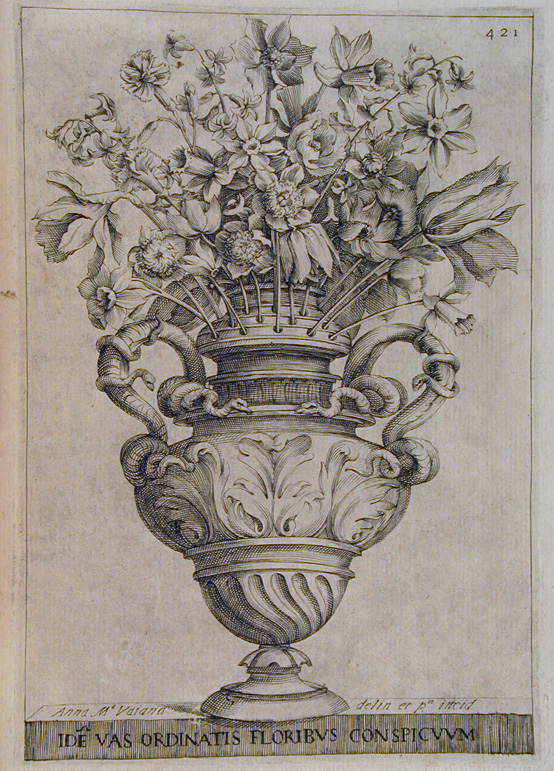
De Florum Cultura

De Florum Cultura estaba ilustrado con planchas de cobre de, entre otros, Anna Maria Vaiana. El libro primero trata del diseño y mantenimiento de jardines y de sus equipos. El segundo proporciona descripciones de las diferentes flores, mientras que el tercero trata del cultivo de esas flores. El cuarto libro continúa con un tratado sobre el uso y la belleza de las especies de flores, incluyendo sus diferentes variedades y mutaciones.
Las plantas destacadas en la investigación de Ferrari salían del jardín botánico privado del cardenal Francesco Barberini: el Horti Barberini, que estaba al cuidado de Ferrari. La primera edición de su publicación de florum la dedicó a Barberini; y el segundo fue dedicado a la cuñada de Barberini: Anna Colonna.